# 4-氨基苯酚
4-氨基苯酚是一种有机化合物，化学式为H2NC6H4OH，又名对氨基苯酚、对羟基苯胺、对氨基酚。通常状态下是白色粉末状固体。这种化合物具有轻微的亲水性，在醇类中可溶，可在热水中重结晶。它在碱性环境下很容易氧化。
它是氨基苯酚的同分异构体之一，另外两种异构体为2-氨基苯酚和3-氨基苯酚。

## 制备
主要有以下4种制备方法：
1. 铁粉还原法：将苯酚进行硝化，形成对硝基苯酚，后再用铁粉进行还原。
2. 苯酚亚硝化法：将苯酚进行亚硝化，还原，酸析
3. 偶合还原法：以苯胺为原料，经重氮化，偶合，铁粉还原而得。
4. 硝基苯催化氢化法：以铂，钯或二者作催化剂，在10-20%硫酸水溶液中氢化还原为苯胲，然后转位成4-氨基苯酚，化学方程式如下：

C6H5NO2 + 2H2 → C6H5NHOH + H2O
C6H5NHOH → HOC6H4NH2

## 反应
4-氨基苯酚可以与醋酐反应，合成对乙酰氨基酚